# 阿贝尔·吉代
阿贝尔·吉代（法語：Abel Guidet，法語發音：[abɛl ɡidɛ]；1890年11月6日—1944年11月27日），法国政治家。作为第一次世界大战的功勋老兵，他于1936年至1942年担任众议院议员，代表加来海峡省。他在第二次世界大战期间被纳粹逮捕，死於大罗森集中营。

## 早期生活
吉代于1980年11月6日出生于法国加來海峽省巴波姆。他在第二次世界大战期间在法国军队服役。他因他的貢獻被授予英勇十字勋章、法國军事勳章、英國军事勋章及法國榮譽軍團勳章。

## 职业
1929年，吉代成为他家乡巴波姆的市长。1936年至1942年，他担任众议院議員，代表加来海峡省。

## 逮捕、死亡及遗产
1943年11月27日，吉代被纳粹逮捕，死於大羅森集中營。巴波姆的阿贝尔·吉代廣場即以他的名字命名2014年11月27日，巴波姆市为他举办了一场纪念活动。